# Hlohyně
Hlohyně (Pyracantha) je rod rostlin patřící do čeledi růžovité (Rosaceae). Zahrnuje 9 druhů rozšířených v mírných a teplých oblastech Eurasie od Pyrenejského poloostrova přes Malou Asii a Kavkaz po Indii, Čínu a Indočínu. Jsou to ostře trnité, stálezelené keře s oválnými listy a bílými pětičetnými květy, plody jsou červené, oranžové či žluté malvice. Rod patří v rámci čeledi růžovitých do podčeledi Amygdaloideae (dříve Spiraeoideae) a tribu Maleae. Nejbližšími příbuznými rody jsou hloh (Crataegus), skalník (Cotoneaster), blýskalka (Photinia) a jeřáb (Sorbus).

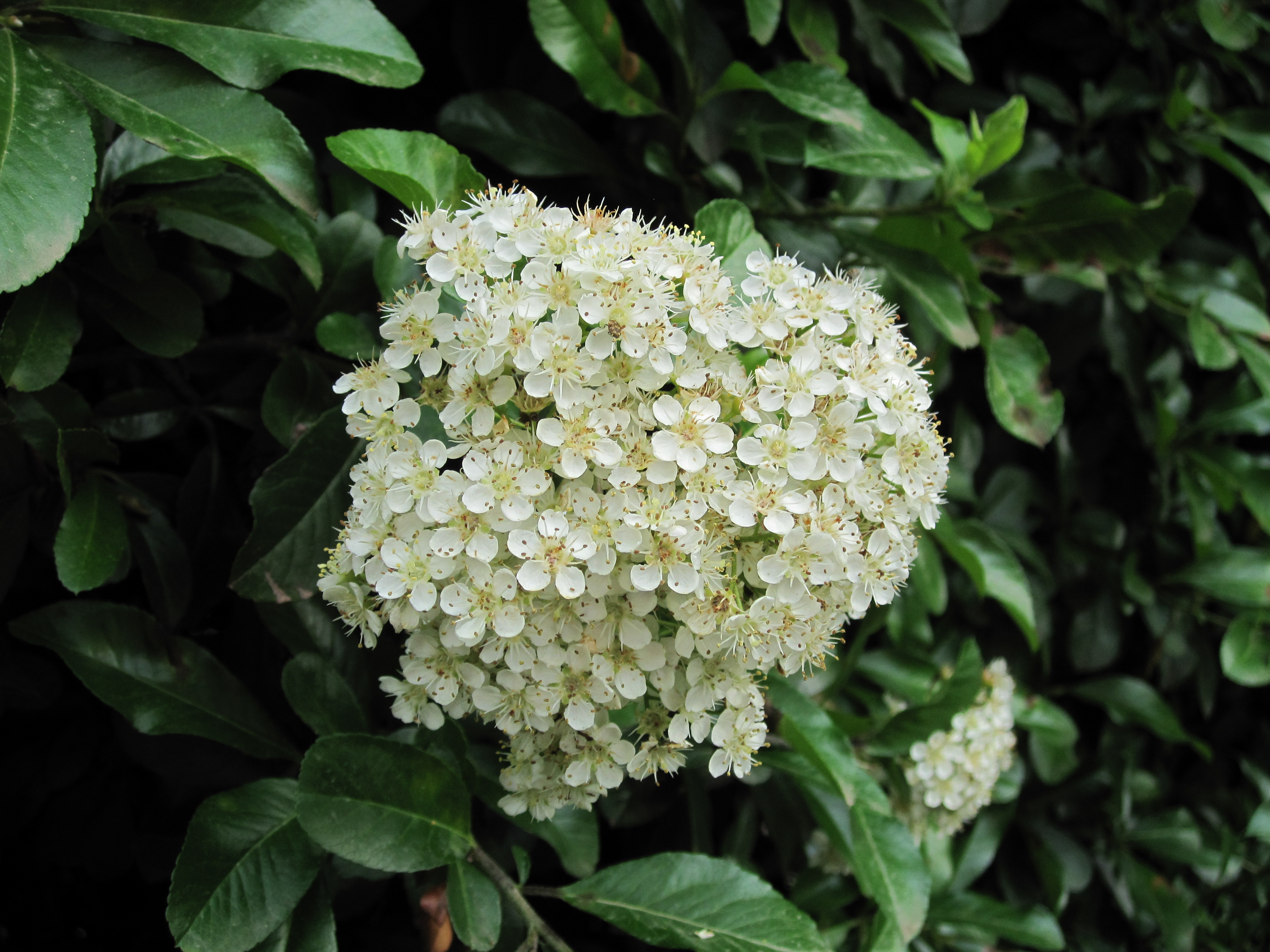
Květy hlohyně

## Druhy
- Pyracantha angustifolia – hlohyně úzkolistá
- Pyracantha atalantioides
- Pyracantha coccinea – hlohyně šarlatová
- Pyracantha crenatoserrata
- Pyracantha crenulata
- Pyracantha fortuneana
- Pyracantha koidzumii
- Pyracantha rogersiana

## Použití
Mnohé z druhů lze použít jako okrasné rostliny, do živých plotů i kulisových výsadeb. V ČR je nejčastěji pěstována hlohyně šarlatová (Pyracantha coccinea).